# Dystopi
Dystopi (fra oldgræsk: δυσ, "dårlig" + τόπος, "sted", dvs. dårligt eller forkert sted) beskriver en verden der er den værste af alle verdener eller et samfund som er uønsket. Et dystopi er det modsatte af et utopi. 
Den først kendte anvendelse af begrebet dystopi er i en tale, som John Stuart Mill holdt i det engelske parlament i 1868.[kilde mangler]
De fleste af de litterære dystopier omfatter samfund, hvori mennesker er undertrykt, berøvet muligheder og/eller udtryksformer eller tankemæssigt underudviklede. Dystopiske værker har ofte tydelige politiske overtoner; f.eks. er romanen 1984 en advarsel mod totalitære systemer som nazisme og stalinisme.

## Dystopi i litteratur
- 1984 og Animal Farm af George Orwell
- Fagre nye verden af Aldous Huxley
- Fahrenheit 451 af Ray Bradbury
- V For Vendetta af Alan Moore
- Anthem  af Ayn Rand
- Children of Men af P.D. James
- Dystopia af  Dennis Jürgensen
- Manden der ville være skyldig af  Henrik Stangerup
- Se dagens lys af Svend Åge Madsen
- Kallocain af Karin Boye
- Underkastelse af Michel Houellebecq

## Dystopiske film
- Metropolis (1927)
- Alien (1979)
- Mad Max (1979)
- Blade Runner (1982)
- Brazil (1985)
- Fangeborgen (1992)
- Twelve Monkeys (1995)
- Gattaca (1997)
- The Matrix (1999)
- Cubic (Originaltitel: Equilibrium) (2002)
- Æon Flux (2005)
- The Island (2005)
- V for Vendetta (2005)
- The Hunger Games (2012)
- The Handmaid's Tale (2017)